# Alexandra Cooper
Alexandra "Alex" Cooper es una presentadora de pódcasts estadounidense, co-fundadora y presentadora del pódcast Call Her Daddy, en Spotify. En 2021, la revista Time la nombró la "mujer más exitosa en el podcasting" tras firmar un contrato exclusivo con Spotify con un valor de 60 millones de dólares.
Tras ganar más de 20 millones de dólares al año, se convirtió en la primera presentadora de pódcasts femenina de Spotify con mayores ganancias y la segunda mejor pagada, por detrás de Joe Rogan. En 2024, su programa fue el segundo pódcast más popular de Spotify a nivel global, por detrás del programa de Rogan. 
La revista Rolling Stone la llamó la "Barbara Walters de la Generación Z" por conseguir que celebridades de alto nivel de Hollywood y de la cultura pop asistieran como invitados a su pódcast. En 2023, Cooper apareció en la lista Time 100 Next.

## Primeros años y educación
Alex Cooper nació el 21 de agosto de 1994 en Newton, Pensilvania. Es la más pequeña de tres hermanos. Su padre es productor televisivo de deportes y su madre es psicóloga.
Cooper asistió al colegio Pennington School en el Condado de Mercer, Nueva Jersey, y en 2013 se matriculó en la Universidad de Boston, donde estudió cine y televisión mientras jugaba para la División I del equipo de fútbol de su universidad. En 2017 se graduó de la Facultad de Comunicación. 

## Carrera

### Barstool Sports (2017-2021)
Tras acabar la carrera, Cooper se mudó a Nueva York y trabajó como vendedora de publicidad. En 2018, Cooper y su compañera de piso, Sofia Franklyn, crearon el pódcast Call Her Daddy. 
Un mes después del primer episodio, el pódcast fue comprado por Barstool Sports.  Desde entonces, el pódcast fue ganando popularidad rápidamente, y las descargas aumentaron de 12 000 a 2 millones en tan solo dos meses.

### Spotify (desde 2021)
En 2021, Cooper firmó un contrato exclusivo con Spotify con un valor de 60 millones de dólares. La periodista Beatriz Serrano escribió: "Sin Sofia, Alex ha decidido apostar por un Call Her Daddy en el que la segunda voz sea la de sus invitados".
Actualmente, su pódcast tiene más de 4,4 millones de seguidores en Spotify.
Desde que firmó el contrato con Spotify, "no ha parado de crecer constantemente", según la revista Vanity Fair, que dijo que su programa era "cada vez un foro más común para entrevistas a celebridades y el arquetipo líder en un gran ecosistema de pódcast centrados en las relaciones y los consejos". 
En 2023, el director ejecutivo de Spotify, Daniel Ek, señaló que el pódcast de Cooper estaba impulsando la participación de más mujeres jóvenes en la aplicación, lo que ayudó a impulsar el aumento anual de los usuarios activos mensuales y aumentó los ingresos un 27% y un 11%, respectivamente.
Los datos de Spotify muestran que tras la aparición de algunos cantantes en el pódcast de Cooper, las reproducciones de estos aumentaron significativamente. Las reproducciones de Anitta crecieron un 155%, las de Madison Beer un 130%, las de John Legend un 200% y las de John Mayer aumentaron un 350%.
En septiembre de 2023, Cooper fundó The Unwell Network, una red de pódcast junto a la plataforma empresarial de Spotify, Megaphone, para acoger y distribuir nuevos pódcasts. De este modo, firmaron con Alix Earle, ahora presentadora de Hot Mess with Alix Earle, y con Madeline Argy, presentadora de Pretty Lonesome with Madeline Argy.
El 21 de septiembre de 2023, Alix Earle estrenó su primer episodio, quedando en primer lugar en la lista global de pódcasts, seguida de Cooper en el segundo puesto. Del mismo modo, el 2 de octubre de 2023 Madeline Argy estrenó el primer episodio de su pódcast, alcanzando el Top 5 en la lista global de pódcasts en tan solo una semana. 
En agosto de 2024, Cooper firmó un contrato de tres años con Sirius XM, valorado en 125 millones de dólares. Este reemplazará a Spotify como su distribuidor y publicista.

### Unwell Hydration
En noviembre de 2024, Cooper anunció el lanzamiento de Unwell Hydration, una línea de bebidas producida junto a Nestlé y enfocada al bienestar de las mujeres. A partir del 1 de enero de 2025, la bebida, presentada como una infusión de electrolitos, comenzó a ser vendida exclusivamente en los supermercados Target y de forma online en los Estados Unidos.
Según la compañía, el producto, disponible en tres sabores (fresa, mango cítrico y naranja), contiene unos 700mg de electrolitos, vitaminas de complejo B y extractos de café verde. Cooper aclaró que la bebida había sido desarrollada en respuesta a un mercado mayoritariamente masculino y que Unwell Hydration era una opción más accesible diseñada por mujeres para otras mujeres.

## Vida personal
En 2023, Alex Cooper y el productor Matt Kaplan se comprometieron. Se casaron el 6 de abril de 2024 en la Riviera Maya, México.